# Wiborada Zislin

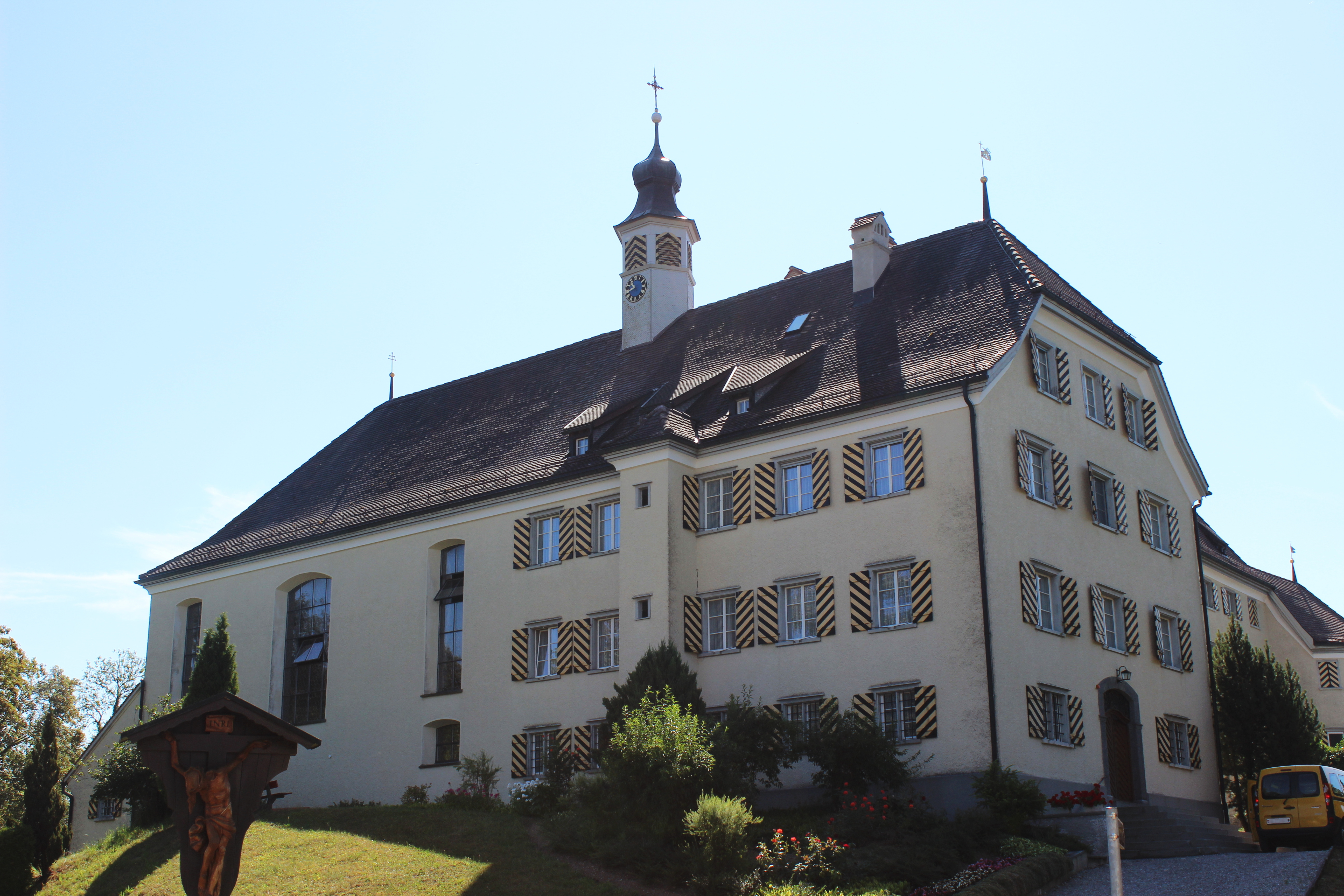
Kloster St. Gallenberg, 2018

Maria Wiborada Zislin (* als Anna Justina Zisl am 1. Januar 1749 in Bonlanden; † 24. Januar 1812 in Oberbüren) war Archivarin und Chronistin des Klosters St. Gallenberg.

## Leben
Wiborada Zislin war Tochter des Landwirts Michael Zisl und der Maria Vögler.
Zislin legte 1768 ihre Profess nach der Benediktsregel im 1754 gegründeten Anbetungskloster Libingen ab. Der Konvent wurde 1781 unter der Priorin Maria Gertrud Wieler ins Kloster St. Gallenberg auf der Glattburg verlegt. Zislin war «breit gebildet» und übernahm die Ämter der Novizenmeisterin, Organistin, Archivarin und Chronistin. In der Zeit nach dem Franzoseneinfall bewahrte Zislin während der Evakuation 1798/1799 den Konvent «mit Courage» vor Besetzung und Plünderung.
Neben Meditationsschriften, Nekrologen und Gedichten verfasste Zislin eine Sammlung von rund 300 geistlichen Liedern mit mehrstimmigen Sätzen. Die bedeutende Chronik des Klosters umfasst die Jahre von 1754 bis 1799. Sie beschrieb das Geschehen anhand von Fakten und Dokumenten und setzte es in Bezug zu Heilsgeschichte und Vorsehung. Über zwei Jahrhunderte hinaus prägte Zislin so das Selbstverständnis der klösterlichen Gemeinschaft.

## Werke
- J. Schweizer (Hrsg.): Beim göttlichen Gastmahl oder «Sieben schöne Übungen bei der heiligen Kommunion». Missionsverlag, St. Ottilien 1932.
- Klosterchronik 1750–1781 (Band 1) und 1781–1799 (Band 2, –1959). Klosterarchiv St. Gallenberg

## Belege
1. 1 2 3  Markus Kaiser: Wiborada Zislin. In: Historisches Lexikon der Schweiz.  26. Februar 2014.

| Personendaten    | Personendaten                                                      |
| ---------------- | ------------------------------------------------------------------ |
| NAME             | Zislin, Wiborada                                                   |
| ALTERNATIVNAMEN  | Zisl, Anna Justina (Taufname); Zislin, Maria Wiborada (Ordensname) |
| KURZBESCHREIBUNG | Archivarin und Chronistin des Klosters St. Gallenberg              |
| GEBURTSDATUM     | 1. Januar 1749                                                     |
| GEBURTSORT       | Wollmatingen                                                       |
| STERBEDATUM      | 24. Januar 1812                                                    |
| STERBEORT        | Oberbüren                                                          |